# Freilla variabilis
Freilla variabilis là một loài bướm đêm trong họ Noctuidae.